# 스텔리오스 얀나코풀로스
스틸리아노스 얀나코풀로스(그리스어: Στυλιανός Γιαννακόπουλος, 1974년 7월 12일, 그리스 아테네 ~ )는 일반적으로 스텔리오스(그리스어: Στέλιος)라고 불리는 그리스의 전 축구 선수이다.